# 松本忠雄
松本 忠雄（まつもと ただお）は、多摩大学大学院特任教授。イオングループ特別顧問・SCM管掌、中小企業基盤整備機構東北支部経営支援アドバイザー。

## 経歴
大阪大学理学部化学科卒業、大阪大学大学院理学研究科博士課程中退。花王に入社。栃木総合研究所長、川崎工場工場長、執行役員ロジスティクス部門統括、取締役ロジスティクス部門統括、花王システム物流・花王ロジスティクス代表取締役社長を歴任。社外では、JILS、国交省、経団連の委員会などにおいて活動。 

## 著書
いずれも共著。
- ロジスティクス経営（2004年、中央経済社）
- コンテクストイノベーション（2005年、白桃書房）